# 2014年亞洲運動會中國香港代表團
本條目列出香港運動員於本屆亞運會的表現。
中國香港代表團共派出659人名代表團參賽，其中包括472名運動員及187名工作人員，參賽人數屬歷屆最多。
運動員將出戰亞運會36個比賽大項中31個項目，包括：水上運動（跳水、游泳、韻律泳和水球）、射箭、田徑、羽毛球、棒球、籃球、保齡球、獨木舟、板球、單車、馬術、劍擊、足球、高爾夫球、體操、手球、曲棍球、柔道、空手道、賽艇、欖球、帆船（帆船和滑浪風帆）、射擊、壁球、乒乓球、跆拳道、網球、三項鐵人、排球（排球和沙灘排球）、舉重及武術（套路和散打）。

## 獎牌統計

### 獎牌榜
| 比賽項目 | 金牌 | 銀牌 | 銅牌 | 總數 |
| 帆船     | 2    | 2    | 1    | 5    |
| 場地單車 | 2    | 0    | 1    | 3    |
| 賽艇     | 1    | 4    | 0    | 5    |
| 體操     | 1    | 0    | 0    | 1    |
| 乒乓球   | 0    | 1    | 1    | 2    |
| 保齡球   | 0    | 1    | 1    | 2    |
| 欖球     | 0    | 1    | 0    | 1    |
| 武術     | 0    | 1    | 0    | 1    |
| 山地單車 | 0    | 1    | 0    | 1    |
| 空手道   | 0    | 1    | 0    | 1    |
| 劍擊     | 0    | 0    | 8    | 8    |
| 壁球     | 0    | 0    | 4    | 4    |
| 游泳     | 0    | 0    | 3    | 3    |
| 公路單車 | 0    | 0    | 2    | 2    |
| 馬術     | 0    | 0    | 1    | 1    |
| 羽毛球   | 0    | 0    | 1    | 1    |
| 田徑     | 0    | 0    | 1    | 1    |
| 總計     | 6    | 12   | 24   | 42   |

### 獎牌得主
| 獎牌 | 運動員                                                                          | 項目     | 賽事                  | 日期    |
| ---- | ------------------------------------------------------------------------------- | -------- | --------------------- | ------- |
| 金牌 | 李慧詩                                                                          | 單車     | 女子凱林賽            | 9月21日 |
| 金牌 | 駱坤海                                                                          | 賽艇     | 男子輕量級單人雙槳    | 9月24日 |
| 金牌 | 石偉雄                                                                          | 體操     | 男子跳馬              | 9月25日 |
| 金牌 | 李慧詩                                                                          | 單車     | 女子爭先賽            | 9月25日 |
| 金牌 | 鄭國輝                                                                          | 滑浪風帆 | 男子米氏板            | 9月30日 |
| 金牌 | 陳晞文                                                                          | 滑浪風帆 | 女子RS:X板            | 9月30日 |
| 銀牌 | 耿曉靈                                                                          | 武術     | 女子長拳              | 9月23日 |
| 銀牌 | 鄒廣榮 鄧超萌                                                                   | 賽艇     | 男子輕量級雙人雙槳    | 9月24日 |
| 銀牌 | 李嘉文                                                                          | 賽艇     | 女子單人雙槳          | 9月24日 |
| 銀牌 | 鄒廣榮 鄧超萌 梁俊碩 關騏昌                                                     | 賽艇     | 男子輕量級四人雙槳    | 9月25日 |
| 銀牌 | 李嘉文                                                                          | 賽艇     | 女子輕量級單人雙槳    | 9月25日 |
| 銀牌 | 陳振興                                                                          | 單車     | 男子山地單車賽        | 9月30日 |
| 銀牌 | 梁灝雋                                                                          | 帆船     | 男子RS:X板            | 9月30日 |
| 銀牌 | 盧善琳                                                                          | 帆船     | 女子RS:One板          | 9月30日 |
| 銀牌 | 胡兆康                                                                          | 保齡球   | 男子優秀賽            | 10月2日 |
| 銀牌 | 李嘉維                                                                          | 空手道   | 男子-75公斤級         | 10月2日 |
| 銀牌 | 卡普 高凡戴爾 賀廸 郭嘉進 李卡度 麥堅力 湯麥堅 基夫 華路雲 禾獲特 韋馬克 姚錦成 | 七人欖球 | 男子七人欖球          | 10月2日 |
| 銀牌 | 江天一 李皓晴                                                                   | 乒乓球   | 混合雙打              | 10月3日 |
| 銅牌 | 林衍聰                                                                          | 劍擊     | 男子佩劍個人賽        | 9月21日 |
| 銅牌 | 連寶香                                                                          | 劍擊     | 女子花劍個人賽        | 9月21日 |
| 銅牌 | 歐鎧淳 鄭莉梅 施幸余 何詩蓓                                                     | 游泳     | 女子4x100米自由泳接力 | 9月21日 |
| 銅牌 | 江旻憓                                                                          | 劍擊     | 女子重劍個人賽        | 9月22日 |
| 銅牌 | 李浩賢                                                                          | 壁球     | 男子單打              | 9月22日 |
| 銅牌 | 歐詠芝                                                                          | 壁球     | 女子單打              | 9月22日 |
| 銅牌 | 歐倩瑩 何笑妍 林衍蕙 張藝馨                                                     | 劍擊     | 女子佩劍團體賽        | 9月23日 |
| 銅牌 | 張敬樂                                                                          | 單車     | 男子全能賽            | 9月23日 |
| 銅牌 | 鄭莉梅 歐鎧淳 施幸余 何詩蓓                                                     | 游泳     | 女子4x200米自由泳接力 | 9月23日 |
| 銅牌 | 廖恩尉 張楚瑩 鄭曉霖 連寶香                                                     | 劍擊     | 女子花劍團體賽        | 9月24日 |
| 銅牌 | 羅浩天 甄侃斌 林衍聰 陳智軒                                                     | 劍擊     | 男子佩劍團體賽        | 9月24日 |
| 銅牌 | 楊翠玲 江旻憓 朱嘉望 連翊希                                                     | 劍擊     | 女子重劍團體賽        | 9月25日 |
| 銅牌 | 張家朗 楊子加 張小倫 崔浩然                                                     | 劍擊     | 男子花劍團體賽        | 9月25日 |
| 銅牌 | 歐鎧淳 江忞懿 施幸余 何詩蓓 劉彥恩 楊珍美 陳健樂 譚凱琳                         | 游泳     | 女子4x100米混合泳接力 | 9月25日 |
| 銅牌 | 歐詠芝 陳浩鈴 廖梓苓 湯芷穎                                                     | 壁球     | 女子團體              | 9月26日 |
| 銅牌 | 李浩賢 歐鎮銘 鄧卓仁 葉梓豐                                                     | 壁球     | 男子團體              | 9月26日 |
| 銅牌 | 何苑欣 何誕華 吳蓓華                                                            | 馬術     | 團體三項賽            | 9月26日 |
| 銅牌 | 黃蘊瑤                                                                          | 單車     | 女子公路計時賽        | 9月27日 |
| 銅牌 | 魏楠                                                                            | 羽毛球   | 男子單打              | 9月28日 |
| 銅牌 | 梁峻榮                                                                          | 單車     | 男子公路計時賽        | 9月28日 |
| 銅牌 | 胡兆康 曾德軒 麥卓賢 甘兆麟 楊偉基 陳逸朗                                       | 保齡球   | 男子5人隊際賽         | 9月30日 |
| 銅牌 | 唐裔盛 湯潔芳                                                                   | 帆船     | 霍比式帆船賽          | 9月30日 |
| 銅牌 | 鄧亦峻 黎振浩 吳家峰 徐志豪 蘇進康                                              | 田徑     | 男子4x100米接力       | 10月2日 |
| 銅牌 | 李皓晴 吳穎嵐                                                                   | 乒乓球   | 女子雙打              | 10月3日 |

## 奧委會代表、團部及醫療隊伍
以下是成員名單：

| 奧委會代表 - 亞奧理事會副會長暨港協暨奧委會會長 霍震霆 - 義務秘書長 彭冲 | 團部 - 團長 郭志樑 - 副團長 劉掌珠 施文信 貝鈞奇 - 團部官員 梁美莉 霍啟剛（會議代表） - 亞洲體育聯會代表 余國樑 胡曉明 湯徫掄 王敏超 | 醫療隊伍 - 首席醫生 張維 - 首席物理治療師 楊世模 - 醫生 林培 - 醫護人員 區倚蘅、陳雪瑩、侯爍、劉卓之、李慧明、龍琴燕、陸家美、莫慧娟、蕭悅筠、鄧子慧、溫愷詠、容美珍、張穎、陳湛銘、張建正、林晉棠、劉焯霆、李偉俊、李軒宇、劉海飛、王志鋼、黃雨露、許錚錚 |

## 項目及成績

### 跳水
- 領隊：林旭亮
- 教練：黃志榮
- 運動員：陳琇麟、周浩榮、潘偉程

### 游泳
- 領隊：楊錦達
- 教練：陳劍虹、Michael Peter FASCHING、曾詠詩、張嬋鶯、樊偉添
- 運動員：歐鎧淳、陳健樂、鄭莉梅、鄭熙彤、何詩蓓、江忞懿、郭瑩瑩、劉彥恩、施幸余、譚凱琳、楊珍美、謝旻樹、張健達、蔡承東、鍾禮陽、江己概、劉紹宇、凌天宇、麥浩麟、吳鎮男、徐海東、黄竟豪、王俊仁、黄鍇威

### 韻律泳
- 領隊：崔嘉儀
- 教練：謝詠詩
- 運動員：陳凱琳、張藹文、曹文懿、郭錦穎、劉凱婷、彭浩恩、彭芷晴、黄彥綾

### 水球
- 領隊：蒙德揚
- 教練：古汝發、趙錦文
- 隨行官員：何尹茜
- 運動員（女子隊）：陳施婷、莊欣穎、鍾善瑜、何倩鳴、葛松靈、關蔚嵐、梁小雪、麥俐詩、吳暐堯、沈瑩、王曦渟、楊雅文、楊斯惠
- 運動員（男子隊）：歐其銘、陳浩軒、陳家和、鄭希文、鄭海洋、張學謙、張浚裕、馮剛政、古逸華、廖浚傑、廖軒樂、蒲裕佳、杜韜

### 射箭
- 領隊：劉根雄
- 教練：陳金成
- 運動員： 沈潔蓓、陳栢祺、徐駿文、李嘉威、馬興健、鄧金和、徐偉雄

### 田徑
- 領隊：石徐惠芬
- 總教練：Anthony GIORGI
- 教練：何君龍、余力
- 運動員：程小雅、周子雁、方綺蓓、許文玲、林安琪、梁巧詩、呂麗瑤、陳嘉駿、陳銘泰、蔡浩昇、何梓峰、黎振浩、梁景雄、吳家鋒、吳嘉維、蘇進康、鄧亦峻、徐志豪

### 羽毛球
- 總教練：何一鳴
- 教練：陳康、劉志恒
- 運動員：陳虹蓉、陳祉嘉、周凱華、張雁宜、張櫻美、潘樂恩、謝影雪、葉姵延、陳潤龍、陳仁傑、胡贇、羅卓謙、李晉熙、伍家朗、鄧俊文、魏楠、王偉康、黃永棋

### 棒球
- 領隊：麥年豐
- 總教練：區學良
- 教練：陳子揚、張安橋
- 運動員：陳霆瑋、趙殷諾、方紀文、鄺子傑、黎潤年、梁仲熙、梁皓男、梁浩賢、梁家豪、梁宇聰、李永陞、盧灝霖、莫顈東、吳有朋、吳毓明、聶天澄、譚浩賢、丁柱博、曾健忠、黄可夆、胡進陽、胡子彤、葉鑫朗、翁浚暐

### 籃球
- 領隊：許業榮、許陳書麟、林植昌
- 總教練：鄭學來、鄺偉祥
- 教練：林瑞華、陳敬持
- 運動員（女子隊）：陳曉瑩、卓婷、曹潔凝、朱巧兒、黃麗芳、官健好、林碧怡、林蕊、李祉均、王文詩、黃芷晴、葉宛宜
- 運動員（男子隊）：陳兆榮、鄭錦興、張偉康、程健文、方誠義、劉凱濤、李琪、李劍煌、羅意庭、惠龍兒、蔡龍德、黃鎮煒

### 保齡球
- 領隊：張榮傑
- 總教練：William Edward HOFFMAN
- 教練：Michael John SEYMOUR
- 運動員：陳淑嫻、鄭頌衡、吳紫燕、譚舜而、陳逸朗、甘兆麟、麥卓賢、曾德軒、胡兆康、楊偉基

### 板球
- 領隊：謝明蕙（女子隊）、Bennett Elijah Chellraj OLEGASEGRAM（男子隊）
- 總教練：Charles Adrian BURKE
- 教練：賴亞馬（女子隊）、韋耀輝（男子隊）
- 分析員：Christopher Glen PICKETT、Mariko Tabitha AOTA (HILL)
- 運動員（女子隊）：陳嘉敏、陳嘉瑩、陳秀霞、戴麗珠、Ishitaa Anoop GIDWANI、星杞姍、何虹瑩、何倩怡、郭柳萍、賴穎琪、李湘瑜、李啟鈴、杜綺珊、葉詩韻
- 運動員（男子隊）：簡亞凡、簡均倍、James John ATKINSON、Waqas BARKAT、Mark Sinclair CHAPMAN、Mohammad Aizaz KHAN、John Patrick Roy LAMSAM、李啓銘、亞迪、穆罕默德汗、馬力山、戴靖、Ali SKHAWAT、方勤、袁家雋

### 單車
- 領隊：吳國華
- 總教練：沈金康
- 教練：張洁、普林俊、黃金寶、張小華
- 技術人員：葉智恆
- 運動員：刁小娟、李慧詩、梁寶儀、孟昭娟、黃蘊瑤、陳振興、張敬樂、張敬煒、何柏爾、高肇蔚、羅冠華、梁峻榮、繆正賢、胡樂雋

### 馬術
- 領隊：江嘉鳳
- 副領隊：Suzanne BAKER
- 三項賽團隊教練：露辛达·弗雷德里克斯
- 盛裝舞步團隊教練：David HUNT
- 場地障礙團隊教練：Lars MEYER ZU BEXTEN
- 獸醫：LOW Frank John
- 馬匹物理治療師：Thomas Stefan GNADL
- 釘蹄師：羅家明
- 運動員：吳蓓華（Nicole Michele FARDEL）、何苑欣、賴楨敏、林子心、梁巧羚、蕭頴瑩、丘莉莉、鄭文傑、Aram Harutune GREGORY、何誕華、林立信

### 劍擊
- 領隊：楊穎新
- 教練：Geza MARFFY、姜軍、宋文杰、汪昌永
- 運動員：歐倩瑩、張藝馨、鄭曉霖、張楚瑩、朱嘉望、何笑妍、江旻憓、林衍蕙、連寶香、連翊希、廖恩尉、楊翠玲、陳智軒、張家朗、張小倫、崔浩然、方喬、黎家俊、林衍聰、梁嘉明、羅浩天、陸昶名、甄侃斌、楊子加

### 足球
- 領隊：司徒文俊
- 總教練：陳淑芝、金判坤
- 教練：黃若玲
- 龍門教練：鄭皓文、廖俊輝
- 技術人員：黎家成、李智樂

#### 男子
- 運動員：安基斯、陳柏衡、陳肇鈞、卓耀國、方柏倫、鞠盈智、林學曦、李嘉耀、梁冠聰、梁諾恆、梁家希、李毅凱、羅港威、談樂軒、陳俊樂、曾文輝、溫俊、黃梓浩、黃威、葉鴻輝

| 隊伍 | 項目     | 小組賽    | 小組賽          | 小組賽    | 小組賽 |  | 十六強賽  | 八強賽    | 準決賽    | 金牌戰    | 金牌戰 |
| 隊伍 | 項目     | 對手 比數 | 對手 比數       | 對手 比數 | 排名   |  | 對手 比數 | 對手 比數 | 對手 比數 | 對手 比數 | 排名   |
| ---- | -------- | --------- | --------------- | --------- | ------ |  | --------- | --------- | --------- | --------- | ------ |
| 香港 | 男子足球 | · 平 1-1  | 阿富汗 · 胜 2-1 | · 胜 2-1  | 第2    |  | · 负 0-3  |           |           |           |        |

#### 女子
- 運動員：陳詠詩、張煒琪、朱玲玲、秦正行、何莹、葉婉彤、鄺頴茵、劉夢瓊、劉潤兒、梁蔚雅、吳寶琳、吳頴琴、吳婉琪、冼仲意、黃家雯、王淑芬、王素嫻、姚希雯

| 隊伍 | 項目     | 小組賽    | 小組賽        | 小組賽 |  | 八強賽        | 準決賽    | 金牌戰    | 金牌戰 |
| 隊伍 | 項目     | 對手 比數 | 對手 比數     | 排名   |  | 對手 比數     | 對手 比數 | 對手 比數 | 排名   |
| ---- | -------- | --------- | ------------- | ------ |  | ------------- | --------- | --------- | ------ |
| 香港 | 女子足球 | · 负 0-5  | 越南 · 负 0-5 | 第3    |  | 日本 · 负 0-9 |           |           |        |

### 高爾夫球
- 領隊：Joanne Sarah MCKEE
- 教練：Brad Alan SCHADEWITZ
- 運動員：陳芷澄、譚亦晴、楊慕天

### 體操
- 教練：Sergiy AGAFONTSEV（男子隊）、鍾劍（女子隊）
- 運動員：黃曉盈、吳翹充、石偉雄

### 手球
- 領隊：何仲浩、楊開將
- 教練：譚俊英、何鴻淋、王濤、高梓欣
- 隨行官員：李宏耀
- 運動員（女子隊）：陳錦玲、鄭靖衡、張美娥、趙哲君、鍾嘉裕、賴美如、林尉瑜、劉詩韻、李靖顏、梁倩盈、沈明儀、曾靜文、雲愛雯、黃淑儀、黃穎彤、鄔梨鈴
- 運動員（男子隊）：陳鎮浩、張汛懃、何偉傑、許文邦、葉冠雄、葉冠英、郭斯鳴、劉健斌、劉宏基、李鑫豪、練明輝、蕭智庭、謝永輝、黃嘉愉、黃勝業、袁晞彥

### 曲棍球
- 領隊：聶慧婷
- 教練：蒂娜·贝尔-凯克
- 助理教練：Kelsey DUNN
- 運動員：陳靖嵐、陳嘉兒、陳彥呈、張家寶、何家琪、何嘉恩、何婉珊、簡澧雯、郭詠欣、劉沛施、麥心瑜、莫嘉文、王清瀧、黃天慧、余瑞雪、葉婷蔚

### 柔道
- 教練：李松泰、HYUN Seung Hoon
- 運動員：郭杰芳、張志業、崔耀良、余建霆

### 空手道
- 領隊：余鏡秋
- 教練：鄺均明、Mahmoud KARKEH ABADI
- 運動員：李婷婷、李佩琪、馬文心、曾綺婷、鄭子文、張均樂、李振豪、李嘉維

### 賽艇
- 領隊及總教練：Christopher John PERRY
- 教練：黃志偉、吳紀寧
- 運動員：李嘉文、李婉賢、邵皓欣、鄒廣榮、關騏昌、羅曉鋒、梁俊碩、駱坤海、鄧超萌、黃偉健

### 欖球
- 領隊：張丹荊、Martin Graham KIBBLE
- 總教練：Anna Mary RICHARDS、Gareth Colin BABER
- 助理教練：Nathan John STEWART
- 分析員：Justin Craig FAULKNER、Daniel Thomas VART
- 運動員（女子隊）：陳朗詩、鄭家慈、鄭芷婷、方小蘭、鄺秀欣、黎寶芬、李念殷、藍嘉敏、潘栢茵、岑惠心、Lindsay VARTY、袁樂宜
- 運動員（男子隊）：卡普、高凡戴爾、賀廸、郭嘉進、李卡度、麥堅力、湯麥堅、基夫、華路雲、禾獲特、韋馬克、姚錦成

### 帆船
- 領隊：Warwick Bryce DOWNES
- 教練：Craig Peter COBBIN、Jonathan Kenneth RANKINE
- 運動員：湯潔芳、戚浩賢、羅逸峰、呂金、唐秉信、唐裔盛、謝瑞麟、王傲文、楊俊鏘

### 滑浪風帆
- 教練：艾培理、陳敬然、徐梓熙
- 運動員：陳晞文、盧善琳、鄭國輝、梁灝雋

### 射擊
- 領隊：楊祖賜
- 教練：洪永安
- 運動員：葉珮兒、成灝澂、萬進傑、黃少龍

### 壁球
- 領隊：蔡玉坤
- 教練：簡化謙、趙詠賢
- 運動員：歐詠芝、陳浩鈴、廖梓苓、湯芷穎、歐鎮銘、李浩賢、鄧卓仁、葉梓豐

### 乒乓球
- 領隊：陳江華
- 教練：高禮澤、李靜
- 運動員：杜凱琹、姜華珺、李皓晴、吳穎嵐、帖雅娜、張鈺、江天一、柱恩、唐鵬、黃鎮廷

### 跆拳道
- 教練：黃家榮
- 運動員：潘振浩

### 網球
- 領隊：黎百年
- 教練：Karan RASTOGI、余曉東
- 運動員：陳詠悠、張瑋桓、葉澄、胡可澄、張玲、龔浩霆、李熹研、David SOFAER、黃俊鏗、楊柏朗

### 三項鐵人
- 領隊：陳傑斌
- 教練：Patrick John Maurice KELLY、溫樹華
- 運動員：張庭欣、蔡欣妍、司徒兆殷、勞証顯、黃煦蔚、黃俊堯

### 排球
- 領隊：張治威（女子隊）、趙文憲（男子隊）
- 總教練：李毓鑫（女子隊）、潘偉經（男子隊）
- 教練：林嘉澄、勞堯文
- 運動員（女子隊）：方思敏、馮芷茵、葉凱倫、古蓉蓉、林媚、林綺亭、羅可楓、李佩珊、魯嘉欣、曾詩雅、徐嘉儀、楊秀美
- 運動員（男子隊）：陳志威、鍾偉時、郭頌勤、鄺毅成、林駿汶、李文星、陸震豪、伍鍵邦、蕭昌鴻、胡樂勤、邱子政、易子軒

### 沙灘排球
- 總教練：胡志雄（女子隊）、李佳魯（男子隊）
- 運動員（女子隊）：吳天麗、黃婉媚
- 運動員（男子隊）：徐錦龍、黃俊偉

### 舉重
- 領隊：卜忠明
- 運動員：偉麗

### 武術
- 領隊：尹慶源

#### 武術 - 散打
- 散打教練：張立功
- 隨行官員-散打：李克宣
- 運動員：曹可兒、李崇瑋、黃定康

#### 武術 - 套路
- 套路教練：劉濤
- 運動員：馮泳施、耿曉靈、袁家鎣、鄭天慧、陳日國、鄭仲恒